# سفارة الولايات المتحدة في سنغافورة
سفارة الولايات المتحدة في سنغافورة هي أرفع تمثيل دبلوماسي لدولة الولايات المتحدة لدى سنغافورة. تقع السفارة في وهي تهدف لتعزيز المصالح الأمريكية في سنغافورة.

## وصلات خارجية
- قائمة سفارات الولايات المتحدة
- قائمة السفارات في سنغافورة